# GAU-8复仇者机炮
GAU-8/A復仇者機砲（GAU-8/A Avenger）是由通用電器製造的七管30公釐口徑格林式機砲，主要裝備在美國空軍A-10雷霆二式攻擊機上。該機砲是美國軍隊所使用過的最大、最重，以及威力最強的武器之一，以極高的射速發射高威力砲彈。

## 發展歷程
GAU-8最初是為A-10雷霆二式攻擊機定型的A-X（Attack Experimental，進攻實驗）計畫的平行專案。該機砲的性能要求於1970年公佈，具體方案由通用電力和飛歌福特兩者競爭設計。A-X計畫的兩架原型機YA-10和諾斯洛普YA-9原先都準備安裝該武器，但原型機研發開始時GAU-8尚未完成，因此採用M61火神式機砲暫時替代。在完成後，GAU-8全系統（準確的名稱是A/A 49E-6火砲系統）占A-10淨重的16%左右。
A-10攻擊機的構造比較特別：復仇者機砲安裝在機身中軸線略微偏左的位置，同時其起落架略微偏右，這樣就能確保機砲運作時實際開火的砲管處於飛機的中軸線上。蘇聯製造的GSh-6-30加特林機砲是與復仇者同級的武器，其重量更輕且射速更高，但砲口初速較低而且砲管容易過熱。

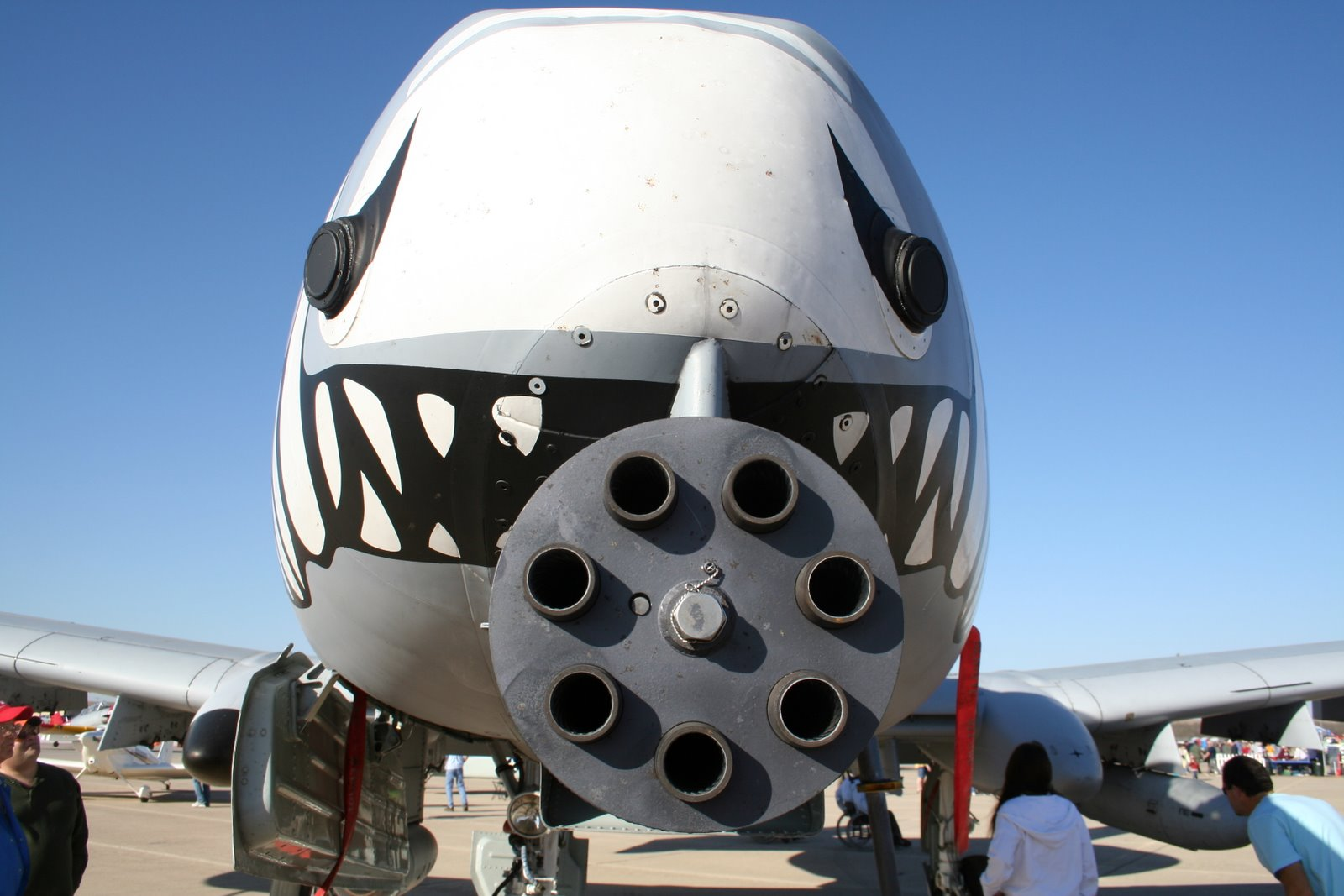
GAU-8特寫

A-10攻擊機和GAU-8復仇者機砲在1977年同時開始服役。其主要生產商是通用電氣，但自1997年洛克希德·馬丁將旗下分部賣給通用動力後，通用動力武器與技術產品公司也參與了生產與支援服務。

## 設計

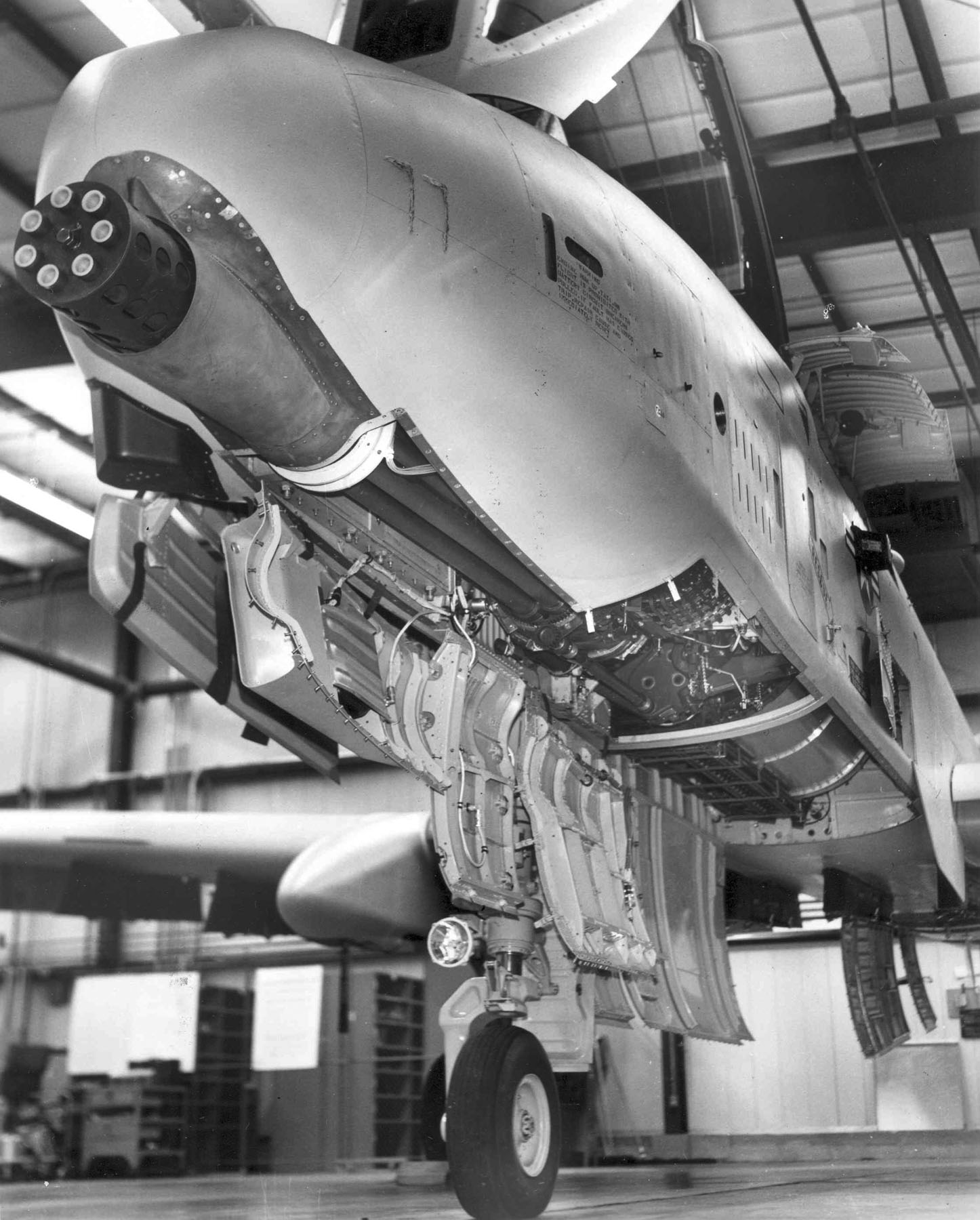
安裝在A-10內的GAU-8

GAU-8全重620磅（280），算上填彈系統及彈鼓後的重量達4,029磅（1,828）。從砲口到彈藥系統尾端的距離233英寸（5.9），彈鼓直徑34.5英寸（88），全長71.5英寸（1.82）。彈藥匣一次可填裝1,174發砲彈，但通常情況下只填裝1,150發。發射燃燒穿甲彈時的膛口初速可達990公尺／秒，幾乎與重量更輕的M61火神式機砲20公釐口徑砲彈相同。
為獲得最好的穿甲效果，GAU-8的標準彈藥排列是按照4：1的比例將彈頭重約425克的PGU-14/B燃燒穿甲彈與彈頭重約360克的PGU-13/B高爆燃燒彈（HEI）混合而成。PGU-14/B的彈頭嵌在輕質鋁合金彈殼內，彈頭內部包裹著一塊口徑較小的貧鈾核心。復仇者機砲對付坦克及任何裝甲車輛都極為有效。
GAU-8/A在彈藥設計上有一個非常重要的創新，就是使用鋁合金代替了傳統的鋼與黃銅。這使得飛機在總負載不變的情況下可多攜帶30%的彈藥。彈殼上還有為延長槍管壽命設計的塑膠製彈殼箍。彈藥長約11.4英寸（290），重約1.53磅（0.69）。
復仇者的發射速率最初是可控的，低速檔為2,100發／分（RPM），高速檔為4,200發／分。但後期型的射速被固定在3,900發／分。在實戰中為節省彈藥及避免槍管過熱，機砲通常只能限制進行一到二秒的快速射擊；砲管壽命同樣是重要的考量因素，因為USAF規定最短砲管壽命為20,000發。機砲的連續射擊在技術上沒有問題，機師可以在一次射擊中消耗掉所有的彈藥而不對武器系統造成損傷。不過這樣的連續射擊會大幅縮短砲管壽命，增加檢查密度及縮短砲管更換的間隔。
復仇者的砲管採用的是簡單的非自動發射設計，每根砲管都有自己的後膛與槍機。和其他的加特林機槍一樣，整個發射迴圈是由凸輪帶動並由砲管旋轉提供動力。砲管本身的旋轉則是由飛機攜帶的雙液壓系統驅動。
GAU-8/A採用了無鏈填彈系統，這樣不僅減輕了總重量，而且降低了砲彈卡殼的風險。填彈系統使用雙尾端設計，用過的彈殼可以回收進彈鼓而無需彈出機外，有效的避免了可能因此造成的機身損傷。填彈系統的設計基於後期的M61系統，但採用了更先進的技術與材料以減輕重量。

### 火力系統

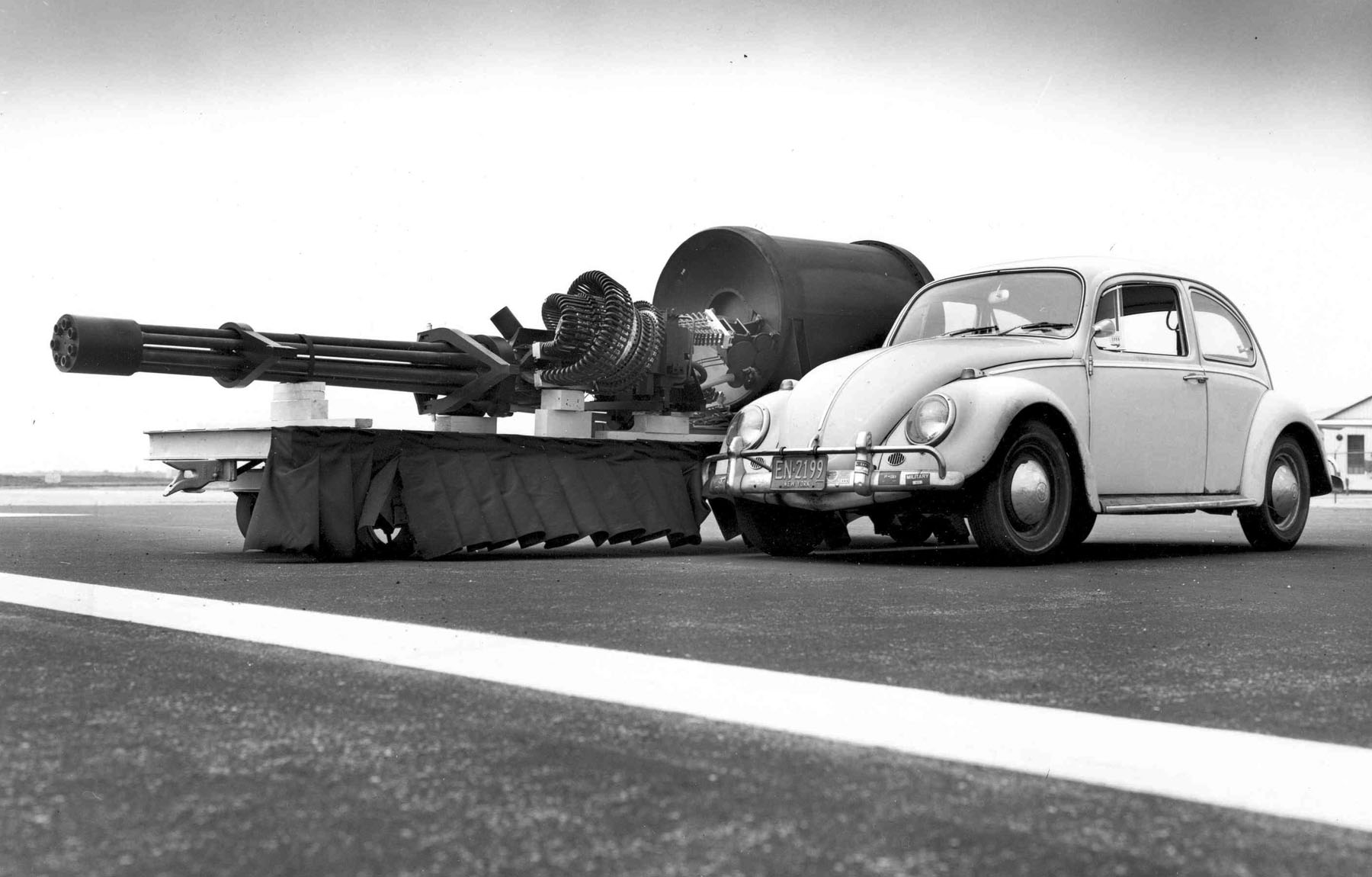
GAU-8復仇者機砲與一輛大眾甲殼蟲比較。

#### 精度
GAU-8/A不僅精度極高，還能毫無阻滯地每分鐘射擊2,100到4,200發砲彈。與其他近距空中支援飛機比較，30公釐砲彈的射程與彈速是其他飛機攜彈的兩倍，彈頭重量更達三倍之高。
GAU-8/A的膛口初速與M61火神式機砲幾乎相同，但其彈藥破壞力更大，彈道性能更佳。彈頭飛行1,200公尺距離所耗時間要比M61彈藥少30%，出膛後彈頭速度會降低且彈道會下降，1,200公尺距離下降約3.0公尺。安裝在A-10內的GAU-8復仇者精度為“5千分弧，百分之80”，這意味著在1,200公尺的距離上80%的彈藥都分佈在一個半徑為6.1公尺的圓內。比較之下，M61的精度為8千分弧。

#### 規格
- 精度：1,200公尺距離上80%的彈藥分佈在一個半徑6.1公尺的圓內
  - PGU-14/B API燃燒穿甲彈（貧鈾）
  - PGU-13/B HEI 高爆燃燒彈
  - PGU-15/B TP練習彈
- 穿甲性能：
  - 500公尺距離穿透69公釐 （60度傾角下）
  - 1000公尺距離穿透38公釐 （60度傾角下）

## 衍生型號
GAU-8/A的一部分技術用在了專為AV-8B獵鷹式攻擊機開發的25公釐口徑GAU-12平衡者機砲上，該機砲與M61火神式機砲大小相近，但殺傷力更為驚人。
通用電氣還在復仇者的基礎上把砲管減少到4根製造了GAU-13加特林機炮，該機砲曾作為GPU-5/A吊艙的一部分參與測試。
GAU-8復仇者同時還是荷蘭開發的守門員近迫武器系統的基本元件。無論如何，除了A-10外，沒有現役的或計畫中的飛機攜帶完整的GAU-8復仇者機砲系統。

## 外部連結
- YouTube上的How a A-10 Warthog's “GAU-8 Avenger” Works
- General Electric GAU-8/A Avenger on USAF National Museum site
- FAS.org: GAU-8 Avenger（页面存档备份，存于）, Hill Aerospace Museum (retrieved 27 April 2005)
- Video of the GAU-8 Avenger test firing（页面存档备份，存于）
- 槍砲世界—GAU-8/A“復仇者”機砲